# Фрідзон Віталій Валерійович
Віталій Валерійович Фрідзон  (рос. Виталий Валерьевич Фридзон, 14 жовтня 1985) — російський баскетболіст, олімпійський медаліст.

## Виступи на Олімпіадах
| Олімпіада   | Дисципліна | Місце |
| ----------- | ---------- | ----- |
| Пекін 2008  | баскетбол  | 9     |
| Лондон 2012 | баскетбол  | 3     |